# NGC 4063
NGC 4063 est une galaxie lenticulaire naine située dans la constellation de la Vierge. NGC 4063 a été découverte par l'astronome américain David Peck Todd en 1878.

## Caractéristiques
Sa vitesse par rapport au fond diffus cosmologique est de 5 266 ± 25 km/s, ce qui correspond à une distance de Hubble de 77,7 ± 5,5 Mpc (∼253 millions d'al).